# A trilogia dos Mosqueteiros
A trilogia dos Mosqueteiros é uma série de romances históricos do romancista francês Alexandre Dumas.
Esta sequência de três livros narra a vida de D' Artagnan que deixa a sua terra natal para realizar o sonho dele : ser  "Mosqueteiro do Rei"  em Paris, local onde ele encontra a amizade e a aventure com três Mosqueteiros até a morte, anos depois. Assim como outras obras de Alexandre Dumas, o autor consegue reunir romance, aventura, intrigas políticas, perseguições, traumatismo craniano, terror psicológico, comédia, História.
Escrita por um dos nomes de maior respeito na literatura mundial, Alexandre Dumas, pai, que é considerado um dos primeiros a escrever os estilo literário conhecido como Romance histórico. Este é um ponto importante, pois a trilogia se baseia não só na vida de D'Artagnan mas na influência da situação política francesa do século XVII, na vida dele.
- O primeiro livro é "Os Três Mosqueteiros" (em francês : Les Trois Mousquetaires, 1844)

Trata-se da chegada do jovem D'Artagnan, apenas um mancebo, a cidade de Paris, a amizade dele com os três mosqueteiros, Athos, Porthos e Aramis e a política da época do Rei Luís XIII do Cardeal de Richelieu e da Rainha Ana de Áustria.
- O segundo livro, "Vinte Anos Depois" (em francês : Vingt ans aprés, 1845)

Trata-se de um D'Artagnan diferente, mais maduro, mais astuto e mais corajoso do que nunca, ele se envolve nas disputas políticas da Regência. A França divide-se em dois partidos: o de cardeal Jules Mazarin, que controla, em maior parte, a rainha Ana da Áustria, e o seu filho, o rei Luís XIV de França, que ainda não atingiu a maioridade; e o partido popular (La Fronde), com alguns dos mais importantes elementos da nobreza. D'Artagnan, como está ao serviço dos mosqueteiros reais, é obrigado a lutar pelo partido de Mazarin.
- O terceiro livro é "O Visconde de Bragelonne" (em francês: Le Vicomte de Bragelonne, 1847)

A política se torna ainda mais presente na vida de D'Artagnan e de seus amigos (do qual faz parte o "Homem da Máscara de Ferro"), que continua a separá-los. Conta a história de Raoul, o próprio Visconde de Bragelonne, filho do mosqueteiro Athos; a história do rei Luis XIV e sua amante, Louise de La Vallière; a história da retomada do trono inglês pelo príncipe Carlos II, após a derrota de Oliver Cromwell e a não menos importante história do irmão gêmeo de Luis XIV, Phillipe que foi trancado em uma masmorra com uma máscara de ferro. 